# Laluenga
Laluenga è un comune spagnolo di 257 abitanti situato nella comunità autonoma dell'Aragona.

Fa parte della comarca del Somontano de Barbastro.